# R504-es főút (Oroszország)
Az R504-es „Kolima” főút (oroszul: Федеральная автомобильная дорога  «Колыма») Oroszország egyik szövetségi jelentőségű autóútja az orosz Távol-Keleten, Jakutszk és Magadan között. Korábban az M56-os jelzésű főút része volt, de a régi útszámozás 2018. január 1-vel érvényét vesztette.

## Ismertetése
Az út összeköttetést létesít a Léna középső folyása és – az Aldan folyót keresztezve – az Ohotszki-tenger partvidéke között. Ez az egyetlen egész évben járható jelentős szállítási útvonal Jakutföld keleti része és a Magadani terület között, Jakutföld északkeleti járásainak pedig egyetlen útja az Ohotszki-tenger partjához.
Hossza 2021 km, ebből 835 km halad a Magadani területen. Zömmel hegyes terepen, ritkán lakott, állandóan fagyott talajú vidéken vezet kelet felé. Ebben a térségben a rendkívül hideg tél 7-8 hónapig is eltart.
Hivatalosan az út a Léna bal partján fekvő Jakutszban kezdődik, 2003-ban ott helyezték el a kezdetét jelző nulla kilométert. A Lénán azonban nincs híd, így az út valójában a jobb parti Nyizsnyij Besztyah járási székhelytől indul, ott kapcsolódik az  főúthoz.

## Története
Az eredeti útvonal kiépítése 1932-ben kezdődött a tengerparti Magadannál. Azért volt rá szükség, hogy elkezdhessék a jakutföldi arany-, ezüst-, ón- és szénlelőhelyek ipari méretű bányászatát. A munka legnagyobb részét a Gulag rabjaival végeztették. 1937-ben ők építették a Kolima első hídját is. 1939-ben az Aldan parti Handigánál újabb nagy Gulag-tábor létesült. Onnan az ellenkező irányba kezdték el az útépítést, a Föld leghidegebb lakott helységének tartott Ojmjakon felé. A kolimai Gulag-munkatáborok rettenetéről, az embertelen élet- és munkakörülményekről sokan írtak, talán a leghíresebb köztük Varlam Salamov Kolimai elbeszélések című gyűjteménye. Később, 1943-ban az Ingyigirka völgyében is gazdag arany-lelőhelyeket fedeztek fel, de a folyóhoz, Uszty-Nyera kikötőig az út építésével csak 1953-ban jutottak el. Végül inkább az utóbbi útvonal maradt használatban a régebbi ojmjakoni útszakasz helyett.
A felújítási és hídépítési munkák a 21. századra egyre sürgetőbbé váltak. Miután sok kritikus útszakaszt rendbehoztak, és több fontos híd is elkészült, 2008-ban az útvonalat a gépkocsi forgalom számára egész évben járhatóvá nyilvánították. A nagyrészt zúzott kővel burkolt út és a hidak felújítása azonban az időjárástól függően folyamatosan tart.
Az út nagyon sok folyót keresztez, köztük legnagyobb az Aldan, az Ingyigirka és a Kolima. Az utóbbi kettőn vasbetonhíd épült, de az Aldanon nincs híd, ott nyáron komppal, télen a folyó jegén lehet átkelni.

## Útvonala
Jakutföld
- Nyizsnyij Besztyah, a Megin-Kangalasz járás (ulusz) székhelye
- Csurapcsa, a Csurapcsai járás székhelye
- Itik-Kjujol, a Tattai járás székhelye
- Handiga, a Tompói járás székhelye; átkelő az Aldanon, Jakutszktól számítva a 389-es kilométerénél
- Uszty-Nyera, az Ojmjakoni járás székhelye; híd az Ingyigirkán, Jakutszktól számítva a 974-es kilométernél

Magadani terület
- Artik
- Kadikcsan, elnéptelenedett városi jellegű település
- Szuszuman, a Szuszumani járás székhelye
- Jagodnoje, a Jagodnojei járás székhelye
- Gyebin, híd a Kolimán, Magadantól 423 km-re
- Atka
- Palatka, a Haszini járás székhelye
- Magadan